# Différenciation compétitive
Pour les articles homonymes, voir Différenciation.
La différenciation compétitive est le fait de proposer sur un marché des offres de produits et services différentes de celles de ses concurrents.

## Objectif recherché
La différenciation permet aux entreprises d'échapper à la pression de la concurrence qui aboutirait à la réduction de leur profit. Le but est donc de rendre les produits suffisamment hétérogène pour empêcher les autres entreprises de capter toute la demande en proposant les mêmes produits moins cher. L'hétérogénéité des produits réduit donc l'incitation à baisser les prix, ce qui permet de maintenir des marges plus importantes que si les produits étaient homogènes.
Il s'agit de créer un avantage compétitif en jouant sur des caractéristiques pouvant intéresser certaines clientèles qui ne trouvent pas pleinement à leur goût ce que proposent les autres entreprises, ou qui simplement veulent elles-mêmes se différencier par rapport à la masse des autres consommateurs ou utilisateurs. L'entreprise peut notamment se différencier de ses concurrentes grâce aux différentes gammes. Il peut s'agir parfois de simples détails ou nuances qui font que ces clients penseront mieux y trouver leur compte.
Pour Michael Porter, la différenciation est à côté de la domination par les coûts et de la focalisation, l'une des trois stratégies génériques propre à conférer à une organisation l'avantage compétitif susceptible de lui permettre de survivre et de se développer dans une situation concurrentielle donnée.
Un exemple particulièrement notoire a été celui des ordinateurs Macintosh par rapport aux PC.

## Limites
La différenciation n'est néanmoins possible qu'à la condition que la demande des consommateurs soit suffisamment hétérogène pour réduire au maximum l'élasticité de la demande.